# PC NEWS
PC NEWS是有限公司Peaks曾發行的十八禁遊戲業界報。每月出刊2次（每月的10日和25日）。製造商和遊戲軟件發售店為主要的對象讀者。
由統計全國超過300間店舖資料的銷量排行榜、新作情報、製作商取材等消息構成，每月的25日號更附上店頭佈告用的「美少女軟件LINE-UP」。
自Digi Chronicle廢刊後作為唯一的業界報，其銷量排行榜一直以來是具公信力的指標，但最後隨著發行商Peaks於2007年4月破產而停刊。

## 外部連結
- PC NEWS，存於網際網路檔案館（日語）
- 秋葉原系.com，存於網際網路檔案館（日語）